# Гершман, Виктор Исаакович
Ви́ктор Исаакович Ге́ршман (7 июля 1921, Москва — 19 ноября 2002) — живописец, художник-нонконформист; уже в 14 лет его рисунки выставлялись на 1-й Международной выставке детского рисунка, проходившей в Государственном музее изобразительных искусств.

## Биография
Родился в Москве 7 июля 1921 года.
Родители отдали Виктора в детскую школу при училище им. 1905 года. В 14 лет его рисунки выставлялись на 1-й Международной выставке детского рисунка, она проходила в Москве в Государственном музее изобразительных искусств. В мае-июне 1934 г. В каталоге выставки отмечена его картина «Мужской портрет», выполненный маслом.
По окончании средней школы в 1939 г. Виктор поступил в Московский текстильный институт на художественное отделение, но осенью 1939 г. был призван на действительную службу в Советскую Армию и направлен в Калужское отделение пиротехников.
Перед самой демобилизацией в 1941 г. началась Великая Отечественная война, и отставка не состоялась. Войну он прошел от начала и до конца. Был начальником санитарного поезда.
После окончания войны с Германией был направлен в Приморский военный округ на войну с Японией. Демобилизовали его лишь в марте 1946 г. в звании старшего лейтенанта.
После демобилизации был восстановлен для учебы в Московском текстильном институте. По окончании института (21 июля 1951 г.) был направлен для работы на Маргеланский шелковый комбинат Ферганской области Узбекской ССР заведующим художественной мастерской.
В феврале 1956 г. вернулся в Москву и поступил на комбинат «Трехгорная мануфактура» в художественную мастерскую на должность художника.
Все годы Виктор помимо работы на фабриках увлекался работами «для души», тратя на это все свое свободное время. Работал с акварелью, тушью, карандашом, маслом, увлекся коллажом. Во время отпусков ездил в республики Прибалтики, Кавказа, Средней Азии, на север России, где с восхода солнца и до заката рисовал пейзажи, архитектуру, натюрморты.
В 60-70-е годы увлекся нетрадиционной живописью, абстрактным искусством. В те годы познакомился с Э. М. Белютиным и несколько лет работал в его студии в поселке Абрамцево.
Был участником выставки в Манеже в 1990 г. Две его картины были выставлены: «Голова еврея» и «Обреченные». Картины вместе с выставкой были направлены для показа в Америку. Его картины заинтересовали американских искусствоведов и он подарил их музею Zimmerly Art Museum.
В основном, его работы в группе с Белютиным остались в поселке Абрамцево в студии Белютина. По каталогу 2004 года «Новая реальность» под редакцией польского искусствоведа Агнешки Доброчиньской, многие картины Гершмана выставлялись на выставках в поселке Абрамцево, а также в разных музеях России, США, Германии, Кипра.
После 1982 г. по состоянию здоровья Виктор не имел возможности ездить работать в Абрамцево, но дома, помногу, часов работал над своими «идеями» в разных стилях и разных материалах, исправлял повредившиеся от времени коллажи, основное время занимался портретами, фактически до последнего дня жизни.

## Знакомство с Элием Белютиным
Знакомство с живописцем и педагогом Элием Белютиным помогло давно назревавшей перемене творческой ориентации Гершмана. Внутренний мир личности интереснее и существеннее зримой действительности — это положение, не новое в искусстве, но по-новому интерпретируемое Белютиным, сплотило вокруг него многочисленных энтузиастов-последователей. Студия «Новая реальность» под руководством инициатора работала полстолетия.
Э. М. Белютин умел раскрепостить чувство цвета у своих приверженцев, натолкнуть их на создание отрешенных от обыденности композиций со сложными символико-поэтическими метафорами. Учитель вселял в адептов вдохновенную веру в первостепенную важность самовыражения.
Усвоение этой художественной идеологии, разительно отличавшейся от установок не только соцреализма, но и просто натурного реализма, стало благотворным для Виктора Гершмана. Более двух десятилетий он был непременным участником жизнедеятельности коллектива «Новая реальность», развертывавшейся на фоне знаменитых пейзажей Абрамцева.
Интенсивно-красочные по колориту, размашистые по фактурному письму большие фигуративные и абстрактные полотна и картоны Гершмана тех лет подтверждают декоративно-живописную общность, своеобразие и историческую ценность белютинской школы.
Определенное признание пришло к художнику именно как к члену «Новой реальности»: и на него пал отблеск зарубежной славы этого выдающегося явления в советской культуре. Два колоссальных гершмановских полотна с одинаковым названием «Голова еврея», где крупным планом представлены трагически-скорбные лики, входят ныне в собрание престижного американского музея Zimmerly Art Museum в Нью-Джерси.

## Галерея картин
- Ангел. 1986 г. 57х32 б/к.
- Созидатель. 1987 г. 59х37 б/к
- Скульптура и человек. 1975 г. 73х46 б/к
- Голова еврея. 1972 г. 47х36 б/к
- Три фигуры. 1992 г. 76х50 б/к
- Нежность. 1999 г. 65х45 б/к
- Оплакивание Христа. 1994 г. 43х60 б/к
- Восторг. 1972 г. 62х43 б/к
- Лучистая женская голова. 1983 г. 61х29 б/к
- Ню. 1977 г. 73х44 б/к
- Воспоминания. 1972 г. 85х61 б/к
- Пришелец 3. 1982 г. 56х34 б/к
- Философ. 1983 г. 60х33 б/к
- Счастливый. 1986 г. 59х39 б/к
- Мужчина в фуражке. 1983 г. 60х42 б/к
- Композиция. 1972. 61х42 б/к